# Leptoneta infuscata
Leptoneta infuscata är en spindelart som beskrevs av Simon 1872. Leptoneta infuscata ingår i släktet Leptoneta och familjen Leptonetidae. Utöver nominatformen finns också underarten L. i. ovetana.